# Niegripper See
Der Niegripper See ist ein Baggersee im zentralen Sachsen-Anhalt südlich des namensgebenden Ortes Niegripp.

## Beschreibung

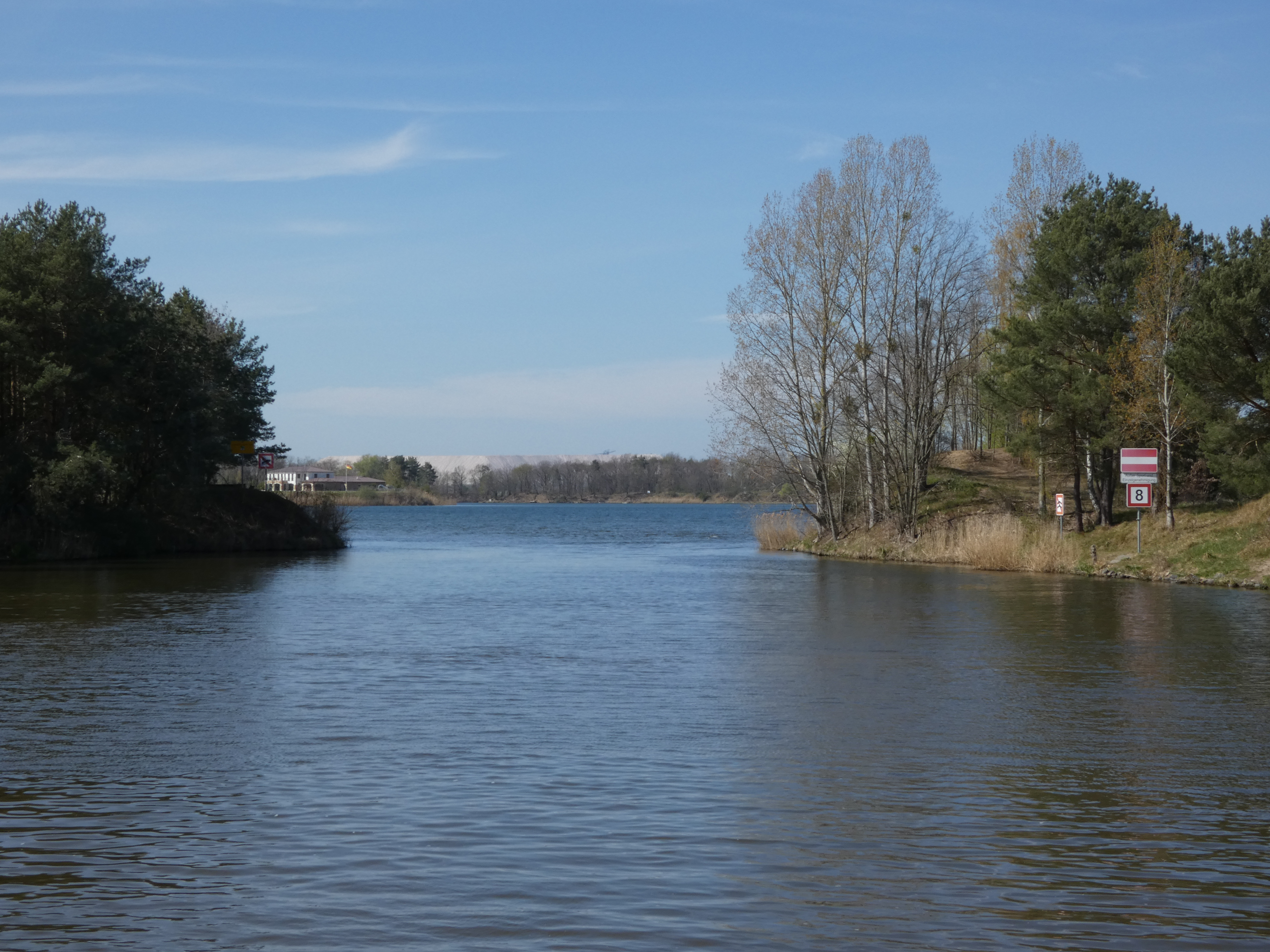
Die Zufahrt zum Niegripper See vom Elbe-Havel-Kanal; im Hintergrund Kalimandscharo, die Abraumhalde des Kaliwerks Zielitz

Der Niegripper See hat eine Größe von 1,186 Quadratkilometern, seine mittlere Tiefe beträgt 5,54 Meter, die maximale Tiefe 16,6 Meter. Der See verfügt über zwei oberflächliche Zuflüsse und Grundwasserzustrom beziehungsweise -durchströmung, seine Wasseraustauschzeit beträgt mehr als 30 Tage.
Der See ist anthropogenen Ursprungs, er entstand in einem 1954 beginnenden Kiestagebau, für den Transport nutzte man unter anderem den naheliegenden Niegripper Altkanal. Im Jahr 1976 erhielt der Niegripper See nach Süden einen Durchstich zum Elbe-Havel-Kanal, über den in der Folge die Transporte über Wasser abgewickelt wurden.
Der See ist einschließlich seines Durchstichs zum Elbe-Havel-Kanal Landeswasserstraße. Auf ihm gelten in diesem Zusammenhang die Landesschifffahrts- und Hafenverordnung, der Geltungsbereich ist mittels Beschilderung ausgewiesen. Die Geschwindigkeit auf dem See ist auf 8 km/h begrenzt, das Befahren durch Sport- und Freizeitschifffahrt erlaubt, Berufsschifffahrt genehmigungspflichtig, Jetski und Wasserski sowie Kitesurfen sind nicht erlaubt.
Vom Land Sachsen-Anhalt wurde der Niegripper See als Badegewässer ausgewiesen, es existiert ein Badestrand. Ein Teilbereich des Sees im Süden ist als Vogelschutzgebiet ausgewiesen, in diesem Bereich existieren auch zwei namenlose Inseln.